# Madame Sul-Te-Wan

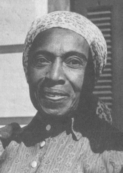
Madame Sul-Te-Wan

Madame Sul-Te-Wan Nellie Crawford född 7 mars (12 september enligt andra uppgifter) 1873 i Louisville, Kentucky, död 1 februari 1959, Hollywood, Kalifornien var en afro-amerikansk skådespelerska.

## Filmografi i urval
- 1915 – Nationens födelse
- 1916 – Intolerance
- 1927 – Onkel Toms stuga
- 1933 – King Kong
- 1954 – Carmen Jones
- 1958 – The Buccaneer